# Janbirdí al-Ghazalí
|  | Per a altres significats, vegeu «Al-Ghazalí (desambiguació)». |

Janbirdí al-Ghazalí (àrab: جانبردي الغزالي, Jānbirdī al-Ḡazālī) (? - Damasc, 1521) fou governador mameluc de Damasc sota Selim I. La seva nisba derivava del poble egipci de Munyat Ghazali, on va exercir de superintendent.
Era mameluc del sultà Qàït-bay (1468-1496) i després d'ocupar diversos càrrecs a l'administració, el 1511 fou nomenat governador de Hamat. Després de la derrota mameluca a Mardj Dabik davant els otomans (23 d'agost de 1516), els amirs en fuita el van nomenar governador de Damasc. Va fugir cap a Egipte i fou confirmat en el càrrec pel sultà Tuman-bay. Va organitzar el contraatac a Síria, però fou derrotat per Sinan Pasha a Baysan el desembre de 1516. El 10 de febrer de 1517 els otomans van obtenir una nova victòria a Raydaniyya (Raydan), després de la qual Janbirdí es va sotmetre a Selim I, amb el qual ja havia entrat en contacte secret abans.
El 16 de febrer de 1518 fou confirmat pel mateix Selim I com a governador de Damasc al servei del sultà otomà, amb dret a recaptar impostos a la Síria meridional. Janbirdí va sotmetre les tribus hostils i va garantir el pas lliure dels peregrins. Va crear un exèrcit personal amb mamelucs fugits d'Egipte i àrabs. L'octubre o novembre de 1520, quan va pujar al tron Solimà I el Magnífic, Janbirdí va destituir els lloctinents del seu govern que eren lleials a l'Imperi Otomà, es va apoderar de la ciutadella de Damasc i es va proclamar independent a la gran mesquita prenent el títol de sultà i el làqab d'al-Màlik al-Àixraf Abu-l-Futuhat, demanant suport a Khair Bey, el governador d'Egipte, que no li va donar i va restar lleial. Janbirdí es va apoderar de Trípoli, Homs i Hamat i va marxar contra Alep, que va assetjar i bombardejar sense resultats positius. El 20 de desembre de 1520 es va haver de retirar cap a Damasc. Solimà va enviar un exèrcit que va derrotar Janbirdí a Kabun, al nord de Damasc, el 27 de gener de 1521. El governador rebel va fugir a Damasc, on fou mort el 5 de febrer de 1521 i el seu cap enviat a Istanbul.

## Referència
H. Laoust, Les governeus de Damas sous les Mamlouks et les premiers Ottomans, Damasc 1952.